# Carlos Bellucci
Carlos Bellucci (Buenos Aires, 16 de abril de 1895-ibídem, 10 de abril de 1954 ) fue un actor cómico de cine y teatro argentino con extensa trayectoria.

## Carrera profesional
Inconfundible actor de reparto, se inició en el teatro desde niño. Actuó con los grandes de la época y en todos los géneros: revista, sainete, comedia y drama.
En 1946 integra la lista de La Agrupación de Actores Democráticos, durante el gobierno de Juan Domingo Perón, y cuya junta directiva estaba integrada por Pablo Racioppi, Lydia Lamaison, Pascual Nacaratti, Alberto Barcel y Domingo Mania. Y fue uno de los fundadores de la Asociación Argentina de Actores.
Trabajó en cine, donde se inició en 1938 con Maestro Levita y Los caranchos de la Florida,  era de baja estatura, cabello canoso y voz cascada. Se recuerda una fuerte escena que jugaba con Olga Zubarry en Abuso de confianza, dirigido por Mario C. Lugones.

## Teatro
Se inició en el teatro todavía niño y actuó como actor de reparto con los grandes actores de su época y en todos los géneros: revista, sainete, comedia y drama.
Comenzó en 1915, inclinado al teatro por afición, con la Cía. de José Brieba y debutando con la obra En el barrio de las ranas en el Teatro Marconi.
En 1916 forma Parte de las Cias, de Juan Domenech, José Gómez y Muiño-Alippi.
Integró un prolongado lapso la compañía encabezada por Enrique de Rosas junto con actores como Matilde Rivera, Maruja Gil Quesada y Mario Soficci con quienes estrenó la obra Amo a una actriz. También hizo la obra El linyera con Domingo Sapelli, Arturo García Buhr, Pedro Aleandro, Pilar Gómez, Nedda Francy, Olimpio Bobbio y Pedro Maratea.
En 1937 integró la compañía que representó en el Teatro París la obra Yo seré como tu quieras, de Carlos Goicoechea y Rogelio Cordone, junto a actores de la talla de Amelia Bence, Benita Puértolas, Nélida Franco, Pedro Tocci, Luis Arata y Miguel Ligero y asimismo actuó en el mismo teatro en las obras de los mismos autores,  Yo nací para el amor y Los chicos crecen de 1942.
En el '42 también hace la obra El hombre, la bestia y la virtud, con la que se presentó en el Teatro Smart, junto con la  compañía de Arata. En 1951 estrena junto también a Luis Arata la obra Así es la vida, en el Teatro Presidente Alvear.
Entre sus trabajos posteriores se recuerda su actuación en 1954 en el Teatro Ateneo en la obra de Abel Santa Cruz Préstame tu novia, dirigida por Esteban Serrador junto a Irma Córdoba, Hugo Pimentel, Azucena Rius, Perla Santalla y Teresa Serrador.

## Filmografía
Actor
- El calavera   (1954)
- Tren internacional   (1954)…Policía
- Sucedió en Buenos Aires   (1954)…Pasajero de taxi
- La casa grande   (1953)
- Mi hermano Esopo (Historia de un Mateo)    (1952)
- Vivir un instante   (1951)
- Derecho viejo   (1951)
- La indeseable   (1951)…Padre de Elsa
- La calle junto a la luna   (1951)
- Abuso de confianza   (1950)
- La barra de la esquina   (1950)
- Fuego sagrado   (1950)
- La vendedora de fantasías   (1950)…Sereno
- El seductor   (1950)…Comisario
- La muerte está mintiendo   (1950)…Médico
- Valentina   (1950)
- Vidalita   (1949)
- Almafuerte   (1949)
- Miguitas en la cama   (1949)
- ¿Por qué mintió la cigüeña?    (1949)
- Yo no elegí mi vida   (1949)…Polizón en tren
- Corrientes... calle de ensueños!    (1948)
- Una atrevida aventurita   (1948)
- Tierra del Fuego   (1948)
- Pasaporte a Río   (1948)…Conserje 1
- Estrellita   (1947)
- El Capitán Pérez   (1946)
- Celos   (1946)...José
- Inspiración   (1946)
- Mosquita muerta   (1946)
- Éramos seis   (1945)
- Se abre el abismo   (1945)
- Las seis suegras de Barba Azul   (1945)
- Rigoberto   (1945)
- Allá en el setenta y tantos   (1945)
- Cuando en el cielo pasen lista   (1945)
- El fin de la noche   (1944)…Espía en estudio fotográfico
- 24 horas en la vida de una mujer   (1944)…
- Se abre el abismo   (1944)…Sr. Terrada
- Cándida, la mujer del año   (1943)
- Todo un hombre   (1943)
- Maestro Levita   (1938)
- Los caranchos de la Florida   (1938)

## Fallecimiento
El actor Carlos Bellucci falleció sorpresivamente tras desplomarse en pleno escenario mientras ofrecía una obra teatral el 10 de abril de 1954, víctima de ataque cardíaco. En tan solo 6 días iba a cumplir 59 años de edad. Sus restos descansan en el Panteón de la Asociación Argentina de Actores del Cementerio de la Chacarita.